# Fournoulès

Fournoulès este o comună în departamentul Cantal, Franța. În 1 ianuarie 2018 avea o populație de 62 de locuitori.